# Ronssoy
Ronssoy är en kommun i departementet Somme i regionen Hauts-de-France i norra Frankrike. Kommunen ligger i kantonen Roisel som tillhör arrondissementet Péronne. År 2022 hade Ronssoy 578 invånare.

## Befolkningsutveckling
Antalet invånare i kommunen Ronssoy
| Referens: INSEE |